# Флаг Мексики
Флаг Мексики (исп. Bandera de México) представляет собой прямоугольное полотнище с соотношением сторон 4:7, состоящее из трёх равновеликих вертикальных полос — зелёной, белой и красной. В центре белой полосы — изображение герба Мексики. Зелёный цвет флага обозначает надежду, а также изобилие хорошей почвы Мексики. Белый символизирует чистоту, красный — кровь, пролитую за независимость страны. Флаг принят 16 сентября 1968 года. 24 февраля в Мексике празднуется День флага.

## История

### Легенда
Согласно ацтекской легенде, бог Уицилопочтли (Huitzilopochtli) предсказал ацтекам, которые искали землю, чтобы жить, что они должны найти орла, сидящего на каменистом месте на вершине кактуса-нопаля и пожирающего змею. Когда они нашли этого орла, они обосновались там и воздвигли там первый храм в честь своего бога-покровителя Уицилопочтли. Этот орёл и изображён по центру флага.

Флаг Новой Испании 1535—1784
Флаг Новой Испании 1785—1821
Флаг Мексики 1821
Флаг Мексиканской Империи 1821—1823
1823—1864; 1867—1893
Флаг Мексиканской империи 1864—1867
1893—1916
1916—1934
1934—1968

## Похожие флаги
Мексиканский флаг часто сравнивают и путают с флагом Италии. Мексиканский триколор был введён в 1821 году, тогда как итальянский стал символом объединённой Италии лишь через сорок лет. Однако появился итальянский триколор ещё в 1796 году в Транспаданской республике. 
Из-за общего расположения цветов, кажется, что единственное различие между итальянским и мексиканским флагом состоит только в гербе Мексики, присутствующем на последнем. Оба флага используют одни и те же цвета (зеленый, белый и красный), но мексиканский флаг имеет более темные оттенки зеленого и красного (особенно зеленый). Кроме того, эти флаги имеют разное соотношение сторон (пропорции): соотношение сторон итальянского флага составляет 2: 3 (от 1 до 1,5), более квадратная форма, а соотношение сторон мексиканского флага составляет 4: 7 (от 1 до 1,75), то есть у него более удлиненная форма.

Сходство между двумя флагами создавало серьезную проблему для морского транспорта, учитывая, что изначально мексиканский торговый флаг был лишен герба и, следовательно, был идентичен итальянскому республиканскому триколору 1946 года. Чтобы избежать неудобств, по просьбе Международной морской организации Италия и Мексика приняли военно-морские флаги с разными гербами.

Флаг Италии